# Золакар
Золакар (арм. Զոլաքար) (до 1925 года Золахач или Зорахач) — село в Армении в марзе Гегаркуник, находящееся в 45 км от областного центра — города Гавар.

## История
До 3 января 1925 года село называлось Золахач или Зорахач (от арм. «Зор»— сила и «хач»— крест). В 1829-32 годах село насчитывало 46 домов и 298 жителей. Согласно «Гeогpaфичeско-стaтистичecкому cлoваpю Рoссийcкой Импepии» изданному в 1865 году, в селе на тот момент проживало 920 человек, имелось 113 дворов и разоренная армянская церковь. В селе также находился высокий крест с различного рода украшениями, благодаря которому поселение получило свое название. По состоянию на 1886 год, село числилось в составе Новобоязетского уезда Эриванской губернии. В это же время в селе, на 1670 прихожан, была одна действующая армянская церковь Эриванской епархии ААЦ, при которой было шесть священнослужителей. В 1893 году поселение имелось 204 двора, а население, полностью состоявшее из армян, насчитывало 1696 жителей. Согласно «Кавказскому календарю» за 1908 год, в селе Золохач проживают армяне в количестве 2541 человек. Некоторые из жителей села являются потоками бежавших от резни переселенцев из деревни Зирой Байазет.

## Население
| Года        | 1829-32 | 1897 | 1926 | 1939 | 1959 | 1970 | 1979 | 1989 | 2001 | 2004 | 2011 |
| Численность | 298     | 2071 | 3139 | 3654 | 3527 | 4832 | 5172 | 5578 | 6205 | 6878 | 6381 |

## Экономика
Местное население в основном занимается скотоводством, выращиванием злаков и полевых культур.

## Достопримечательности
В селе имеется построенная в начале XIX века церковь Св. Геворга. Рядом находится «Тух Манук» и святилище "Св. Давида (XIII в.). Кроме этого в поселение очень много созданных до XIV века древних хачкаров и надгробных плит. Помимо традиционных хачкаров, в селе в большом количестве встречаются могильные плиты в виде саркофагов и каменных баранов. Среди всех хачкаров села наиболее выделяется воздвигнутый в XIII веке хачкар Зорахач (Золахач или Зоравор хач).
- могильный камень в виде каменного  барашка
- Церковь Св.Геворга
- Жангатун
- Древние хачкары

## Археологические раскопки
Первые разведочные раскопки были проведены в селе в 1975 году. Тогда по результатам находок археологи пришли к выводу, что в древности на территории села существовало довольно крупное поселение. Однако так и не было масштабных раскопок проведено. В 2012 году один из жителей села, обрабатывая свою землю, обнаружил следы древнего поселения. Среди найденных при этом находок, помимо всего прочего, были монеты и лампада, а также средневековый тонир.